# 2010년 문화방송 파업
2010년 문화방송 파업은 문화방송 사장 김재철에 반발하여 문화방송 노조가 벌인 파업이다. 노조 측은 김재철 사장이 정부의 언론장악을 위해 임명된 ‘낙하산 인사’라며 퇴진을 요구했다.

## 발단
2010년 2월, 엄기영이 방송문화진흥회에 반발하여 문화방송 사장직을 사임한 뒤 방송문화진흥회는 후임 사장으로 김재철을 임명했다. 문화방송 노조는 이에 반발했는데, 이는 문화방송의 대주주인 김우룡 이사장이 3월 신동아 인터뷰를 통해 김재철 사장이 ‘큰집’에 다녀온 뒤 회사 내의 ‘좌파’를 정리했다고 밝힌 뒤 특히 거세졌다. 노조의 반발이 거세지자 김우룡은 사퇴했고 김재철은 김우룡을 명예훼손으로 고소하겠다고 밝혔다. 그러나 김우룡에 대해 법적 대응을 하지 않은 채 노조가 반대하는 인물인 황희만을 부사장으로 임명하자, 문화방송 노조는 4월 5일 파업에 돌입한다고 공식 발표하였다.